# Robert Tresilian
Robert Tresilian (mort le 19 février 1388) était un avocat anglais qui fut juge en chef du King's Bench entre 1381 et 1387. Il naît en Cornouailles, et possède des terres à Tresilian, près de Truro. Tresilian est profondément impliqué dans la lutte entre le roi Richard II d'Angleterre et les Lords Appellant, et est finalement exécuté pour sa fidélité au roi.

## Débuts et révolte des paysans
Le nom de Tresilian est reporté pour la première fois en 1354. Il fait ses débuts dans l’Oxfordshire et le Berkshire en tant que justice de paix. Il travaille également à ce poste en Cornouailles en 1370. Dans les années 1370 il commence à travailler dans l’administration royale, et en 1378 il est fait juge de King’s Bench. Peu après il est également adoubé. Quand le juge en chef John Cavendish est tué lors de la révolte des paysans en 1381, Tresilian est choisi pour prendre sa place.
Quand la rébellion prend fin, Tresilian est chargé de punir les rebelles, et se montre extrêmement dur dans cette tâche. Il accompagne le roi Richard II dans l’Essex où il dirige des assises sanglantes pour les rebelles. Il fait pression sur les jurés pour obtenir le nom des suspects et maximiser les peines. Ainsi, 19 hommes sont pendus, tandis que 12 autres sont pendus puis écartelés.

## Implication politique et mort
Les années suivantes, Tresilian devient de plus en plus impliqué dans les affaires politiques, en tant que loyal partisan du roi. En novembre 1386, le Parlement charge une commission de contrôler les finances royales. Le roi ressent cela comme une atteinte à son pouvoir, il obtient que ce contrôle soit déclaré illégal. Il est probable que Tresilian a largement participé au débat juridique sur le sujet. Les opposants du roi contre-attaquent le 17 novembre 1387, et Tresilian fait partie d’une liste de proches du roi accusés de trahison par les Lords Appellant. Quand le cas de Tresilian est jugé, celui-ci est introuvable et est condamné en son absence. Il est rapidement découvert se cachant à Westminster, et est exécuté sommairement le 19 février 1388. Il est pendu nu, puis sa gorge est tranchée.

## Réputation et famille
Outre les charges de trahison conter lui, Tresilian était un juge très impopulaire, également accusé de corruption. Plusieurs exemples sont donnés en Cornouailles et dans le Devon, où le juge a abusé de ses pouvoirs pour faire fortune. Tresilian et sa femme Emmaline ont un fils, John, et au moins deux filles. À travers ce mariage, et quelques affaires douteuses, il acquiert de vastes terrains dans le Berkshire, le Buckinghamshire, la Cornouailles et l’Oxfordshire. Ses terres sont confisquées à sa mort, puis finalement redonnées à John Hawley, marchand et pirate qui a épousé Emmaline.